# Cambio Dolor
Cambio Dolor – trzeci singel Natalii Oreiro pochodzący z jej pierwszego albumu Natalia Oreiro wydanego w 1998 roku. Piosenka była motywem przewodnim telenoweli Zbuntowany anioł, w której Oreiro zagrała główną rolę. Singel Cambio Dolor dzięki tej telenoweli stał się największym jak dotąd przebojem Natalii Oreiro.

## Lista utworów
Źródło.
BMG Greece
1. „Cambio Dolor (Album Version)” – 4:01
2. „Cambio Dolor (Pumpin Doll’ Radio Edit)” – 3:55
3. „Cambio Dolor (Pumpin Doll’ Pool Party Club Mix)” – 6:12
4. „Huracan (2 Effective Latin Power Mix)” – 3:37

BMG Poland
1. „Cambio Dolor (Album Version)” – 4:01
2. „Cambio Dolor (Pumpin Doll’ Radio Edit)” – 3:55
3. „Cambio Dolor (Pumpin Doll’ Pool Party Club Mix)” – 6:12